# Gor Beglarjan
Gor Beglarjan (armenisch Գոռ Բեգլարյան; englisch Gor Beglaryan; * 9. Juli 2003) ist ein armenischer Leichtathlet, der sich auf den Weitsprung spezialisiert.

## Sportliche Laufbahn
Erste internationale Erfahrungen sammelte Gor Beglarjan im Jahr 2019, als er bei den U20-Europameisterschaften in Borås mit einer Weite von 6,73 m in der Qualifikationsrunde ausschied. 2021 belegte er dann bei den U20-Europameisterschaften in Tallinn mit 7,59 m den siebten Platz und gelangte anschließend bei den U20-Weltmeisterschaften in Nairobi mit 7,69 m auf Rang sechs. Zudem siegte er mit 7,29 m bei den U20-Balkan-Hallenmeisterschaften in Sofia. Im Jahr darauf wurde er bei den U20-Balkan-Hallenmeisterschaften in Belgrad mit 7,36 m Vierter und verpasste im Sommer bei den U20-Weltmeisterschaften in Cali mit 7,46 m den Finaleinzug. 2023 wurde er bei der 3. Liga der Team-Europameisterschaft im Zuge der Europaspiele in Chorzów mit 6,91 m Neunter und anschließend belegte er bei den U23-Europameisterschaften in Espoo mit 7,21 m den achten Platz. Daraufhin wurde er bei den Spielen der Frankophonie in Kinshasa mit 7,25 m Zehnter.
In den Jahren von 2020 bis 2022 wurde Beglarjan armenischer Meister im Weitsprung.

## Persönliche Bestleistungen
- Weitsprung: 7,69 m (+0,5 m/s), 20. August 2021 in Nairobi
  - Weitsprung (Halle): 7,36 m, 12. Februar 2022 in Belgrad